# Dianthus callizonus
Dianthus callizonus är en nejlikväxtart som beskrevs av Heinrich Wilhelm Schott och Kotschy. Dianthus callizonus ingår i släktet nejlikor, och familjen nejlikväxter. Inga underarter finns listade i Catalogue of Life.

## Bildgalleri

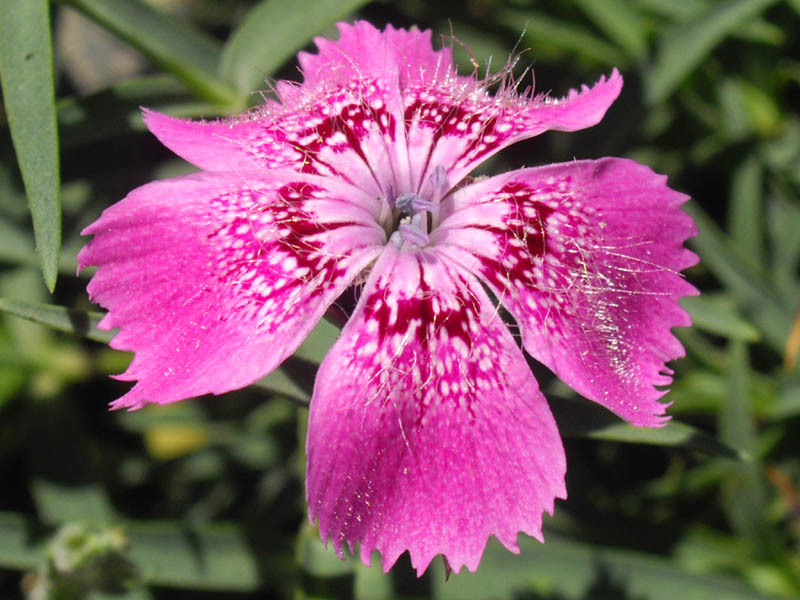
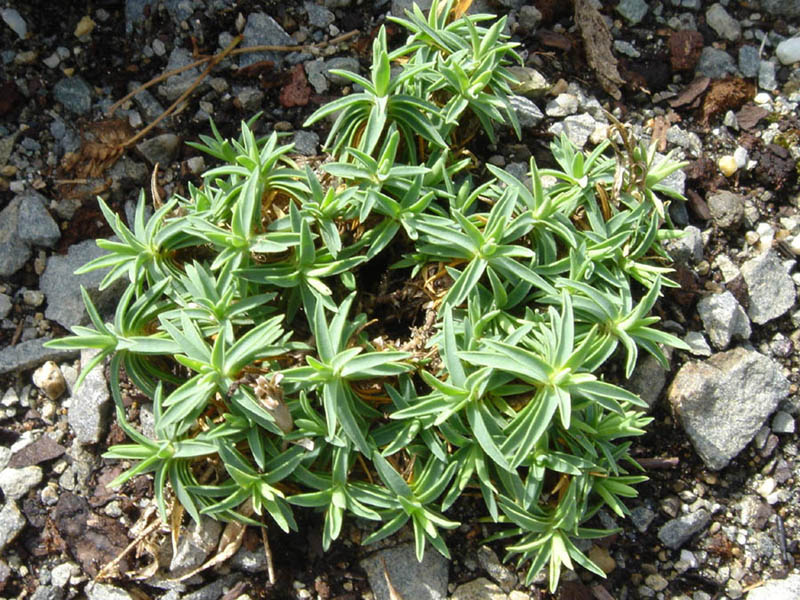
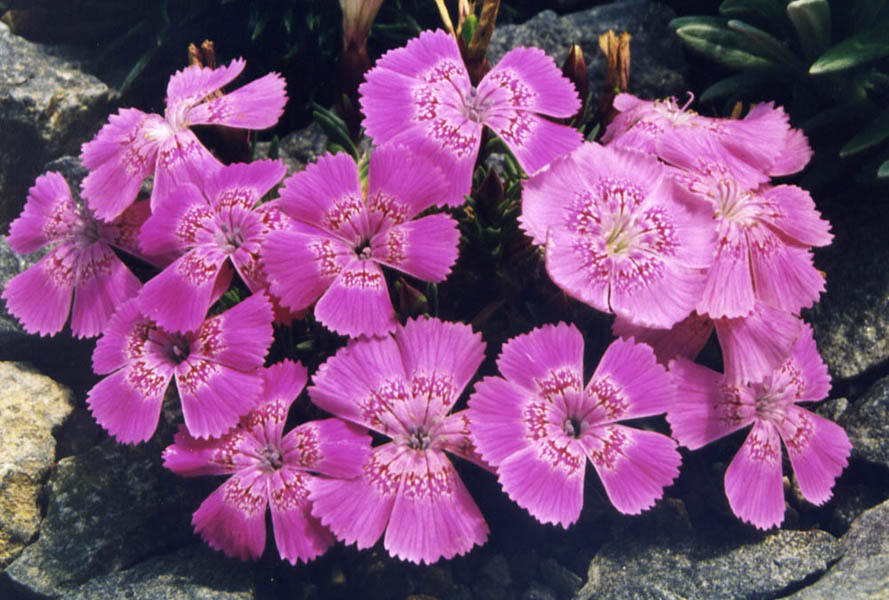
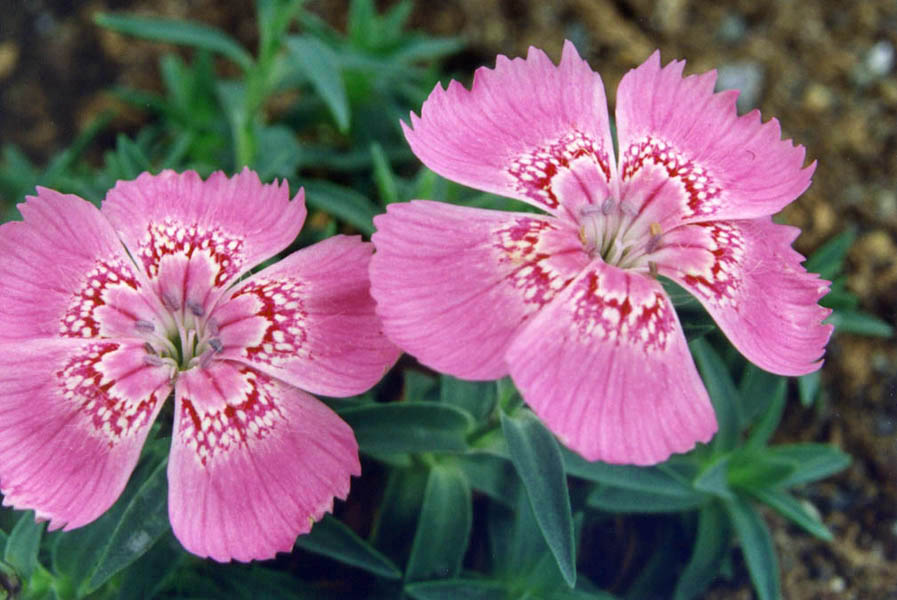